# Albert Schwartz (zoólogo)
Albert Schwartz (1923–1992) fue un zoólogo, herpetólogo, taxónomo y conservador estadounidense. Trabajó extensamente con la herpetofauna de Florida y de las Indias Occidentales, y después, con mariposas. Fue uno de los "Reyes de la Taxonomía de los Dactiloidos de las Indias Occidentales".

## Carrera
En 1952, obtuvo su PhD por la Universidad de Míchigan en mastozoología. Ya en ese momento, tenía un gran interés en los anfibios y reptiles, en especial de climas más cálidos. Pasó la mayor parte de su vida laboral profesional en la Universidad Miami-Dade Community College; también fue apoyado por un fideicomiso familiar, que usó para financiar sus propias actividades, así como expediciones de campo de otros. Fue investigador asociado del Museo Carnegie de Historia Natural, y también asociado del Museo de Historia Natural de Florida, el Museo Nacional de Historia Natural (Instituto Smithsoniano), y del Museo Nacional de Historia Natural, Santo Domingo, República Dominicana.
A partir de 1954, trabajó extensamente en Cuba y describió numerosas ranas. así como tres especies de Dactyloidae de allí. Después de la revolución cubana, cambió su atención hacia La Española, donde describió, de nuevo, numerosas especies de ranas y cinco Dactyloidae. A fines de los 1970, Schwartz vio disminuir la cantidad de nuevos anfibios y reptiles a describir en las Indias Occidentales, cambió su atención hacia las mariposas.

## Legado
Schwartz publicó 230 artículos sobre biología de las Indias Occidentales; 80 sobre especies de anfibios y de reptiles; realizando descripciones reconocidas válidas en 1993; se le atribuye haber descrito el 14 % de toda la herpetofauna de las Indias Occidentales.

## Honores

### Eponimia
Un número de taxones se nombraron en su honor, incluyendo las siguientes:
- Anolis wattsi schwartzi – dactiloido de Schwartz.
- Chilabothrus chrysogaster schwartzi – boa de la isla de Acklin
- Eleutherodactylus schwartzi – rana gomosa de Schwartz, Islas Virginias
- Schwartzius – un subgénero de Eleutherodactylus
- Sphaerodactylus schwartzi – geco acollarado de Guantánamo
- Tarentola albertschwartzi – un geco
- Tropidophis schwartzi – boa enana Tropidophiidae
- Typhlops schwartzi – gusano de Schwartz.

### Algunas publicaciones
- Schwartz A, Thomas R (1975). A Check-list of West Indian Amphibians and Reptiles. Carnegie Museum of Natural History Special Publication No. 1. Pittsburgh, Pensilvania: Museo Carnegie de Historia Natural. 216 p.

- Schwartz A, Henderson RW (1991). Amphibians and Reptiles of the West Indies: Descriptions, Distributions, and Natural History. Gainesville, Florida: University Press of Florida. ISBN 0-8130-1049-7.

## Abreviatura (zoología)
La abreviatura Schwartz  se emplea para indicar a Albert Schwartz como autoridad en la descripción y taxonomía en zoología.